# Radensleben
Radensleben è una frazione della città tedesca di Neuruppin, nel Land del Brandeburgo.

## Storia
La prima attestazione scritta di Radensleben risale al 1225. Fu in seguito proprietà di diverse famiglie nobili, fra le quali furono rilevanti i von Quast, che lo tennero dalla seconda metà del Seicento fino al 1945.
Il 20 settembre 1993 il comune di Radensleben venne soppresso e aggregato alla città di Neuruppin.

## Geografia antropica
Appartiene alla frazione di Radensleben la località di Radehorst.

## Amministrazione
La frazione di Radensleben è governata da un «consiglio locale» (Ortsbeirat) di 3 membri.